# Jente Hauttekeete
Jente Hauttekeete (* 14. März 2002 in Gent) ist ein belgischer Leichtathlet, der sich auf den Zehnkampf spezialisiert hat.

## Sportliche Laufbahn
Erste internationale Erfahrungen sammelte Jente Hauttekeete im Jahr 2018, als er bei den U18-Europameisterschaften in Győr mit 7109 Punkten den neunten Platz im Zehnkampf belegte. Im Jahr darauf gewann er beim Europäischen Olympischen Jugendfestival (EYOF) in Baku mit 7540 Punkten die Silbermedaille und 2021 siegte er bei den U20-Europameisterschaften in Tallinn mit neuem U20-Weltrekord von 8150 Punkten. Anschließend gewann er bei den U20-Weltmeisterschaften in Nairobi mit 8053 Punkten die Silbermedaille. 2023 wurde er beim Hypomeeting in Götzis mit 8075 Punkten Zwölfter und anschließend belegte er bei den U23-Europameisterschaften in Espoo mit 7864 Punkten den sechsten Platz. Im Jahr darauf wurde er bei den Hallenweltmeisterschaften in Glasgow mit 5940 Punkten Achter im Siebenkampf und im Juni belegte er bei den Europameisterschaften in Rom mit 8156 Punkten ebenfalls den achten Platz im Zehnkampf. 2025 wurde er bei den Halleneuropameisterschaften in Apeldoorn mit 6259 Punkten Fünfter im Siebenkampf und egalisierte damit den Landesrekord von Thomas Van Der Plaetsen aus dem Jahr 2014.
2022 wurde Hauttekeete belgischer Meister im Zehnkampf sowie 2023 in der 4-mal-200-Meter-Staffel. Zudem wurde er 2022 und 2023 Hallenmeister im Weitsprung sowie 2022 auch im Siebenkampf.

## Persönliche Bestleistungen
- Weitsprung: 7,47 m, 5. März 2023 in Gent
- Zehnkampf: 8156 Punkte, 11. Juni 2024 in Rom
  - Siebenkampf (Halle): 6259 Punkte: 8. März 2025 in Apeldoorn (belgischer Rekord)